# Buřňák taiko
Buřňák taiko (Pterodroma magentae) je extrémně vzácný buřňákovitý pták, který se endemicky vyskytuje na Chathamských ostrovech. Kdysi byl široce rozšířen po Chathamově a částečně i Pittově ostrově, avšak lov Moriory a invazní druhy predátorů způsobily takřka úplné vyhlazení druhu. K roku 2018 přežívalo posledních max. 100 dospělých ptáků.

## Systematika a historie
Jedná se o monotypický taxon, tzn. netvoří žádné poddruhy. Druhové jméno magentae je připomínkou italské válečné lodi Magenta, která mezi lety 1865–1868 obeplula svět.

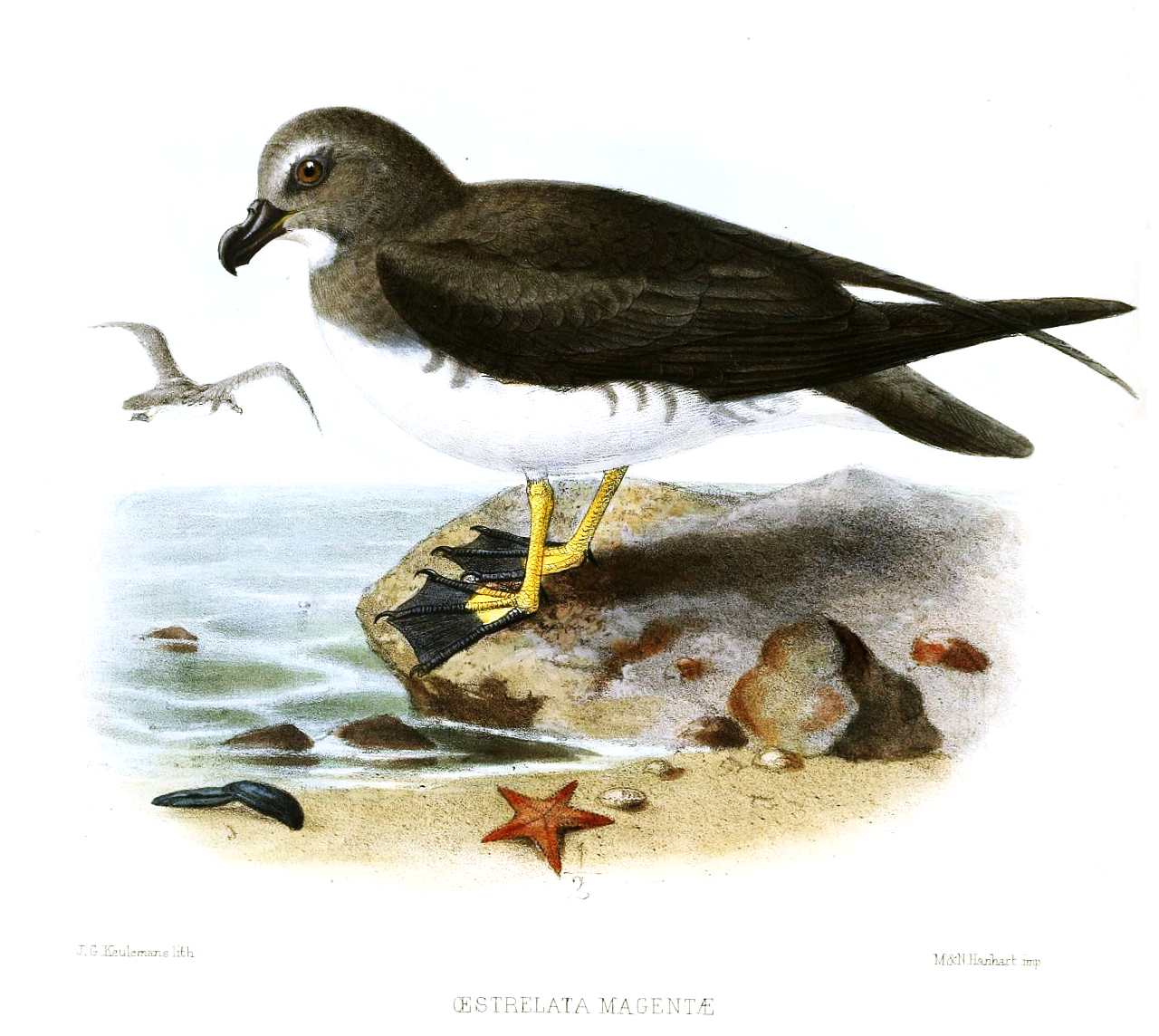
Ilustrace druhu (John Gerrard Keulemans, 1875/1876)

První exemplář druhu pro potřeby Západní vědy byl odchycen z lodi Magenta v jižním Pacifiku 22. července 1867. O dva roky později dvojice italských přírodovědců Enrico Hillyer Giglioli a Tommaso Salvadori tento exemplář formálně popsali jako nový druh Aestrelata Magentae. Později byl pták přeřazen do rodu Pterodroma. Po dalších více než 100 let o druhu nebyly žádné zprávy a taxon byl považován za vyhynulý.
Mezi místními obyvateli Chathamských ostrovů se tradovalo, že kdesi v jižních lesích Chathamova ostrova hnízdí v norách jakýsi pták, kterému místní říkali taiko. Ornitolog David Crockett a jeho tým se proto rozhodli tohoto ptáka vystopovat. V roce 1973 ptáka nejdříve zahlédli v letu a 1. ledna 1978 konečně odchytili dva exempláře v údolí Tuku. Nedlouho na to se ukázalo, že ptáci, kterým místní říkají taiko, jsou ve skutečnosti Pterodroma magentae, čili dávno popsaní buřňáci, kteří byli považováni za vyhynulé. První hnízdní nory buřňáků taiko byly objeveny až v letech 1987/88.

## Rozšíření a populace

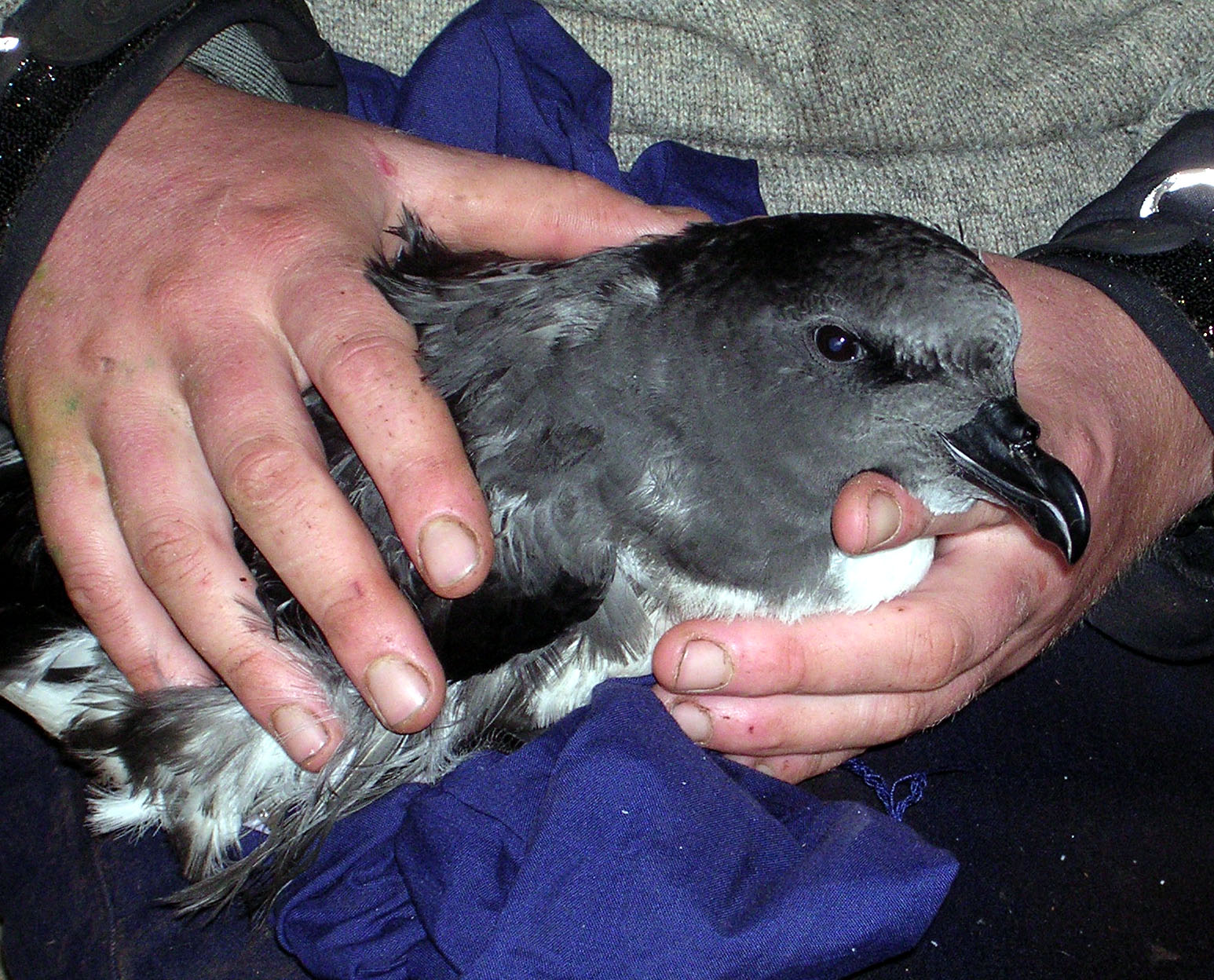
Odchycený exemplář

Buřňáci taiko byli kdysi široce rozšíření po Chathamově ostrově a při nejmenším částečně i Pittově ostrově, kde byli pravidelně masově loveni domorodými Moriory. Někdy po lidském osídlení však nastal rapidní úbytek populace druhu, za nímž stojí destrukce habitatu, sběr ptáků za účelem konzumace a dovlečení invazních druhů savců jako jsou kočky, prasata, kusu liščí, ježci a hlodavci. Buřňákům uškodila i introdukce chřástala weky, který preduje na vejcích ostatních ptáků včetně buřňáků taiko.
Buřňáci taiko dnes hnízdí pouze na Chathamově ostrově, i když fosilní nálezy dokládají, že v minulosti hnízdil i na Pittově ostrově. Zatímco v době hnízdění se vydávají za potravou hlavně na jih a na východ od Chathamova ostrova, mimo období hnízdění se vyskytují daleko na západ až k Tasmanovu moři, na východ až k pobřeží Jižní Ameriky a na sever až k tropickým oblastem Pacifiku.
Dnešní celkovou velikost populace je složité odhadnout, protože hnízdní nory ptáků jsou značně roztroušené po místním lese, pták žije značně skrytě a velkou část života tráví na moři. IUCN odhadoval velikost populace k roku 2018 na 80–100 dospělých jedinců. Novozélandské Ministerstvo památkové péče (DOC) v roce 2023 udávalo dokonce jen 15 hnízdících párů. Genetická diverzita druhu je poměrně vysoká, což může ukazovat na to, že se někde nachází dosud neobjevená populace.

## Popis
Tento poměrně statný buřňák dosahuje délky těla kolem 40 cm, rozpětí křídel kolem 100 cm a váhy 420–560 g. Celá hlava, krk a horní část hrudě jsou jednotně tmavě šedé. Křídla jsou dlouhá a zašpičatělá, shora i zespodu tmavě šedá. Spodina (konkrétně spodní strana hrudi, břicho a podocasní krovky) je bílá. Silný černý zobák měří kolem 32 mm. Nohy jsou růžové a tmavým prstem na vnější straně, konce blán jsou taktéž tmavé.

## Biologie

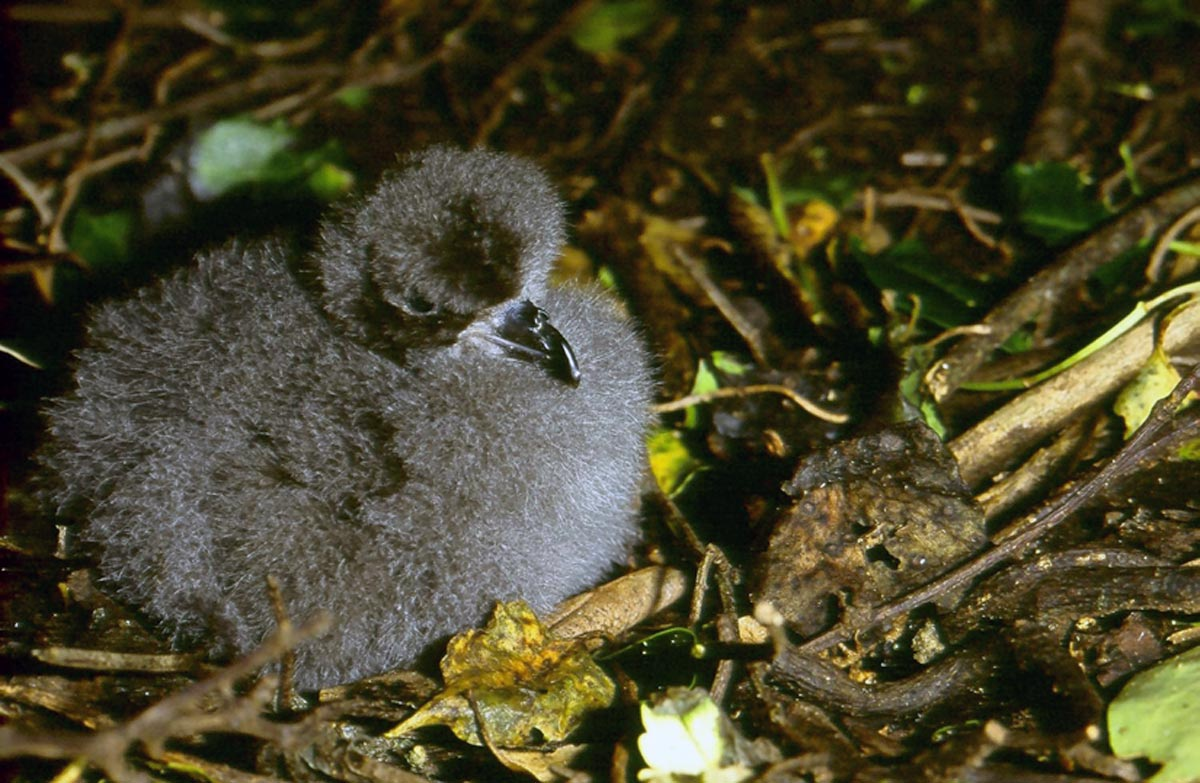
Mládě buřňáka taiko

Buřňáci taiko přilétají na svá hnízdiště někdy v září. Hnízdí v norách vyhloubených v lesní podlážce a po příletu začnou s jejich úklidem. Hloubka nor může dosahovat až ke 3 m. Na hnízdištích jsou aktivní hlavně v noci. Buřňáci taiko tvoří celoživotní monogamní páry. Po příletu do hnízdišť následuje dvoření a kopulace, načež samice odlétají na moře za potravou, kde probíhá tvorba vejce. To je celkem běžné i u dalších trubkonosých, avšak buřňáci taiko tráví na moři nezvykle dlouhou dobu, až kolem 55 dní. Na přelomu listopadu a prosince se vrací na svá hnízdiště, kde samice klade 1 bílé vejce o rozměrech 65×47 mm. Partneři se v sezení na vejcích střídají ve dlouhých směnách trvající kolem 15 dní. Ptáčata se líhnou po cca 55 dnech, osamostatňují se kolem věku 105 dní. Na hnízdištích se hlasově příliš neprojevují, i když z nor se občas ozývají skřeky připomínající or-uik, si si si nebo orrrr. Krmí se ve dne i v noci, do jejich jídelníčku patří hlavně ryby a desetiramenatci.

## Ohrožení

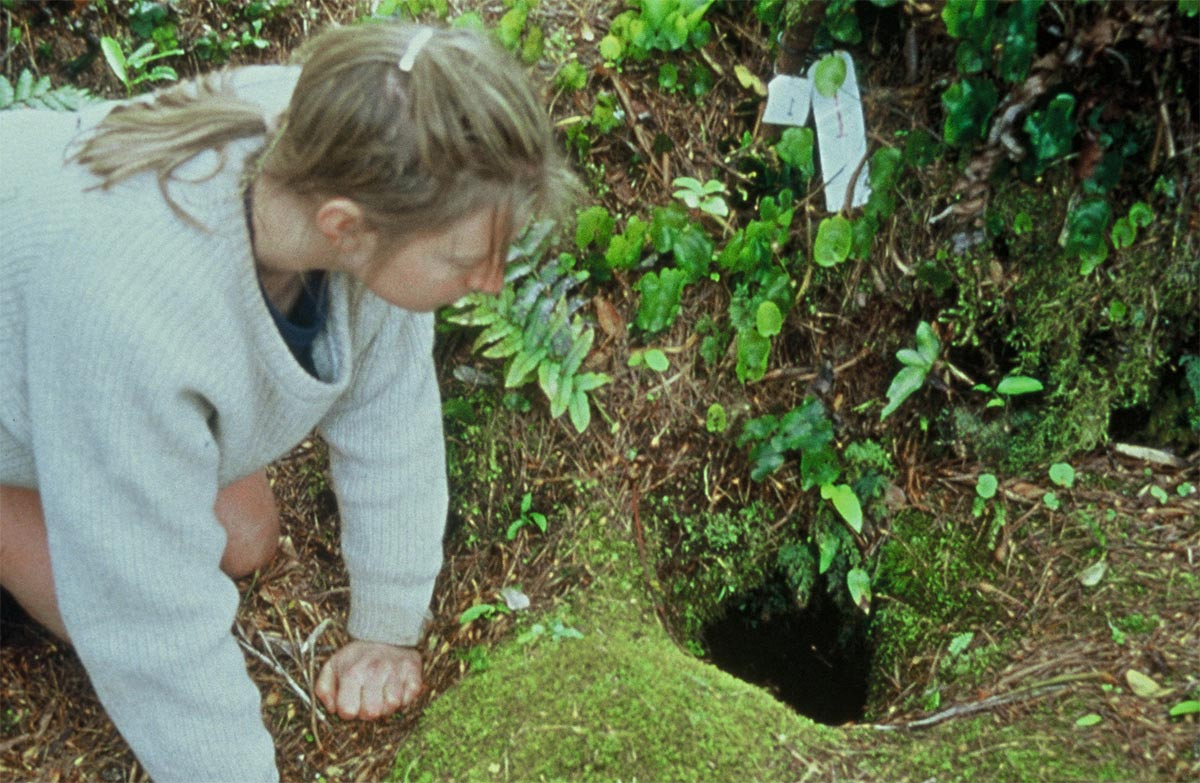
Terénní výzkumnice u vstupu do nory buřňáka taiko

Mezinárodní svaz ochrany přírody hodnotí druh jako kriticky ohrožený. Druh totiž prodělal extrémní populační pokles a přežívá pouze díky intenzivním ochranářským opatřením, která druh chrání před predátory. K těmto opatřením patří hlavně intenzivní odchyt predátorů pomocí pastí a jedů v okolí kolonie. V roce 2006 vznikla Sweetwater Secure Breeding Site, což je přírodní rezervace o rozloze 2,4 ha, která je oplocena proti predátorům. Do této bezpredátorové zóny bylo od roku 2007 přemístěno několik desítek mláďat buřňáků taiko. V této rezervaci buřňáci našli umělé nory a na podporu jejich návratu byly přehrávány nahrávky z aktivní kolonie. Několik buřňáků taiko se zde již vrátilo zahnízdit. Tato ochranná opatření způsobují postupný pomalý populační nárůst a sám Mezinárodní svaz ochrany přírody ve své zprávě o stavu populace z roku 2018 přiznává, že pokud to tak půjde dál, přehodnotí stupeň ohrožení na mírnější.